# Otto van Bourgondië
Otto van Bourgondië (circa 944 - 22 of 23 februari 965) was van 956 tot aan zijn dood hertog van Bourgondië en graaf van Auxerre. Hij behoorde tot de dynastie der Robertijnen.

## Levensloop
Otto was de tweede zoon van hertog Hugo de Grote van Bourgondië uit diens huwelijk met Hedwig van Saksen, dochter van hertog Hendrik de Vogelaar van Saksen. Hij was tevens een jongere broer van Hugo Capet, de latere koning van Frankrijk en stichter van het huis Capet.
In 955 werd hij op zijn elfde uitgehuwelijkt aan Liutgard, dochter en erfgename van Giselbert van Chalon. Het huwelijk moest het conflict tussen de Robertijnen – de familie van zijn vader – en de Buviniden – de familie van Giselbert van Chalon – beëindigen. Toen zijn schoonvader in 956 overleed, verwierf Otto formeel de volledige heerschappij over Bourgondië. Zijn vader stierf echter hetzelfde jaar, waarna de minderjarige Otto zich alleen over de heerschappij van zijn gebieden moest ontfermen. Koning Lotharius van Frankrijk maakte daarvan gebruik om de koninklijke positie in Bourgondië te versterken, hetgeen hij deed door Dijon in te nemen. Het gevolg was een langdurige verzwakking van de hertogelijke autoriteit, aangezien ook de vazallen in Bourgondië zich roerden om grote vrijheden te verkrijgen. Otto werd pas in 960 officieel geïnstalleerd als hertog. Zijn regering was zo zwak, dat kroniekschrijver Flodoard van Reims weigerde om Otto als hertog te betitelen. 
Otto van Bourgondië overleed in februari 965. Waarschijnlijk bleef hij ongehuwd en kinderloos, omdat hij in Bourgondië werd opgevolgd door zijn jongere broer Hendrik de Grote

## Voorouders
| Voorouders van Otto van Bourgondië (944-965) | Voorouders van Otto van Bourgondië (944-965)                           | Voorouders van Otto van Bourgondië (944-965)                           | Voorouders van Otto van Bourgondië (944-965)                           | Voorouders van Otto van Bourgondië (944-965)                           | Voorouders van Otto van Bourgondië (944-965)                          | Voorouders van Otto van Bourgondië (944-965)                          | Voorouders van Otto van Bourgondië (944-965)                          | Voorouders van Otto van Bourgondië (944-965)                          |
| -------------------------------------------- | ---------------------------------------------------------------------- | ---------------------------------------------------------------------- | ---------------------------------------------------------------------- | ---------------------------------------------------------------------- | --------------------------------------------------------------------- | --------------------------------------------------------------------- | --------------------------------------------------------------------- | --------------------------------------------------------------------- |
| Overgrootouders                              | Robert IV de Sterke (820-866) ∞ Adelheid van Tours (-866)              | Robert IV de Sterke (820-866) ∞ Adelheid van Tours (-866)              | Herbert I van Vermandois (850-907) ∞ Bertha van Morvois (862-907)      | Herbert I van Vermandois (850-907) ∞ Bertha van Morvois (862-907)      | Otto I van Saksen (850–912) ∞ Hedwig van Babenberg (956-1003)         | Otto I van Saksen (850–912) ∞ Hedwig van Babenberg (956-1003)         | Diederik (-) ∞ca. 890 Reginhilde (ca. 870-?)                          | Diederik (-) ∞ca. 890 Reginhilde (ca. 870-?)                          |
| Grootouders                                  | Robert van Bourgondië (866-923) ∞ 895 Beatrix van Vermandois (880-931) | Robert van Bourgondië (866-923) ∞ 895 Beatrix van Vermandois (880-931) | Robert van Bourgondië (866-923) ∞ 895 Beatrix van Vermandois (880-931) | Robert van Bourgondië (866-923) ∞ 895 Beatrix van Vermandois (880-931) | Hendrik de Vogelaar (876-936) ∞ 909 Mathilde van Ringelheim (895-968) | Hendrik de Vogelaar (876-936) ∞ 909 Mathilde van Ringelheim (895-968) | Hendrik de Vogelaar (876-936) ∞ 909 Mathilde van Ringelheim (895-968) | Hendrik de Vogelaar (876-936) ∞ 909 Mathilde van Ringelheim (895-968) |
| Ouders                                       | Hugo de Grote (897-956) ∞ 938 Hedwig van Saksen (914-965)              | Hugo de Grote (897-956) ∞ 938 Hedwig van Saksen (914-965)              | Hugo de Grote (897-956) ∞ 938 Hedwig van Saksen (914-965)              | Hugo de Grote (897-956) ∞ 938 Hedwig van Saksen (914-965)              | Hugo de Grote (897-956) ∞ 938 Hedwig van Saksen (914-965)             | Hugo de Grote (897-956) ∞ 938 Hedwig van Saksen (914-965)             | Hugo de Grote (897-956) ∞ 938 Hedwig van Saksen (914-965)             | Hugo de Grote (897-956) ∞ 938 Hedwig van Saksen (914-965)             |